# آنتارا
آنتارا (انگلیسی: Antara) شرکت دولتی رسانه‌ای اندونزیایی است، که در سال ۱۹۳۷ توسط آدم مالک تأسیس شد. 